# Drie werken voor zangstem, piano en altviool obbligato
Drie werken voor zangstem, piano en altviool obbligato is een compositie van Frank Bridge.

## Inleiding
Het werk bestaat uit drie liederen:
- Far far from each other, een toonzetting van drie strofen uit het gedicht Parting van Matthew Arnold uit de bundel Empidocles on Etna and other poems uit 1852; Bridge voltooide het in november 1906
- Where is it that our soul doth go? naar een gedicht van Heinrich Heine uit een bundel Neue Gedichte in een vertaling van Kate Freiligrath Kroeker ; Bridge voltooide het in december 1906
- Music, when soft voices die van Percy Bysshe Shelley ; Bridge voltooide het in januari 1907.

Van Music, when soft voices die verschenen meerdere versies. Op 9 december 1908 werd het werk voor het eerst uitgevoerd. Uitvoerenden waren:
- Ivy Sinclair, zangeres, een Australische, was een zuster van Ethel Elmore Sinclair, toen al Mevrouw Bridge;
- Frank Bridge, piano; eigenaardig want hij was onder andere altist;
- Audrey Alson, altviool, weer niet eigenaardig, zij was de docent altviool van Bridge aan het Royal College of Music.

Plaats van handeling van het Broadwood Concert Centre in Londen. Omdat Bridge mede altist was is de toevoeging obbligato bij de altvioolstem vreemd, maar de oorspronkelijke versie van Music schreef Bridge voor zangstem, piano en cello.

## Discografie
- Uitgave Hyperion: Louise Winter (mezzosopraan), Roger Vignoles (piano) en Roger Chase (altviool)